# Cryptophagus fusiformis
Cryptophagus fusiformis là một loài bọ cánh cứng trong họ Cryptophagidae. Loài này được Wollaston miêu tả khoa học năm 1862.